# Сейссель, Клод
Клод де Сейссель (фр. Claude de Seyssel; 1450, Экс-ле-Бен — 30 мая 1520, Турин) — французский государственный деятель, дипломат, историк, юрист, переводчик.

## Карьера
В 1487—1497 годах — профессор права и красноречия в Туринском университете.
В 1498—1515 годах — на службе короля Людовика XII: был его советником, выполнял также важные дипломатические поручения. В 1509 году за свои заслуги был возведён в сан епископа Марсельского. С 1517 года — архиепископ Туринский.

## Авторство
Автор многочисленных сочинений, наиболее известными из которых является работа, посвященная правлению Людовика XII (Les louenges du roy Louys XII. — P., 1508), являющееся апологией этого короля, а также трактат «La grande monarchie de France» (P., 1519. 2 éd.: «La monarchie de France…». — P., 1961). В этом трактате автор выступает защитником абсолютной монархии как дворянского государства, подчеркивая, однако, положительную роль ограничивающих её учреждений — церкви, судебных органов (парламентов), не позволяющих ей выродиться в тиранию. Угрозу монархии автор видит в развитии буржуазии (du moyen état) и недовольстве «мелкого люда» (le menu peuple), которое может вылиться в народные волнения.
- De divina Providentia (1518).
- Disputationes adversus errores Valdensium (1520).
- La Loi salique des Français (?).
- Repetitiones in jure civili (1553).
- Speculum fendorum (1566).

### Переводы
- В 1532 году издал первый французский перевод «Церковной истории» Евсевия Кесарийского.